# Willmenrod
Willmenrod település Németországban, Rajna-vidék-Pfalz tartományban. Lakosainak száma 659 fő (2023. december 31.).

## Népesség
A település népességének változása:
| Lakosok száma | 582  | 691  | 662  | 647  | 655  | 633  | 658  | 659  |
|               | 1975 | 2005 | 2015 | 2017 | 2019 | 2021 | 2022 | 2023 |